# Karl von Vierordt
Karl von Vierordt (1er juillet 1818, Lahr/Schwarzwald – 22 novembre 1884, Tübingen) était un médecin badois. Il est connu pour ses études portant sur le système sanguin. 
On lui doit d'avoir mis au point, en 1852, une technique de comptage des globules rouges utilisée pour le diagnostic de l'anémie.

## Famille
La famille Vierordt est arrivée dans le pays de Bade au début du XVIIIe siècle et se consacre traditionnellement au métier d'enseignant. Son père, Karl Friedrich Vierordt (de), travaille d'abord comme enseignant (diacre) au lycée de Lahr, mais en 1820, il déménage avec sa famille dans la ville résidentielle de Karlsruhe, où il est promu professeur de lycée et, après 1824, enseigne également à son propre fils au lycée de cette ville.
En 1847, celui-ci épouse Pauline (Seubert), la fille du conseiller privé Karl August Seubert et de Wilhelmine née Vierordt. Vierordt est apparenté à sa femme par le biais de leur arrière-grand-père commun. Six enfants sont nés de cette union, seuls deux d'entre eux survivent à Vierordt. Le médecin et historien de la médecine Hermann Vierordt (de) est un fils du couple.